# Paso Blanco, San Luis Potosí
Paso Blanco är en ort i Mexiko.   Den ligger i kommunen Mexquitic de Carmona och delstaten San Luis Potosí, i den centrala delen av landet, 400 km nordväst om huvudstaden Mexico City. Paso Blanco ligger 1 963 meter över havet och antalet invånare är 1 020.
Terrängen runt Paso Blanco är kuperad västerut, men österut är den platt. Terrängen runt Paso Blanco sluttar österut. Runt Paso Blanco är det tätbefolkat, med 308 invånare per kvadratkilometer. Närmaste större samhälle är San Luis Potosí, 11,3 km sydost om Paso Blanco. Omgivningarna runt Paso Blanco är i huvudsak ett öppet busklandskap.